# Metilparaben
Il metilparaben è l'estere metilico dell'acido para-idrossibenzoico e come tale appartiene alla classe dei parabeni.
Viene utilizzato da oltre 70 anni come conservante alimentare (identificato con la sigla E218 ed E219 nella forma di suo sale sodico) e antimicotico nei cosmetici e nei prodotti per l'igiene personale. È altresì impiegato come conservante nei farmaci e come stabilizzante nell'acqua ossigenata ad uso disinfettante. 
Individuato come antibatterico nel 1924 ha trovato rapidamente un ampio utilizzo industriale al posto dell'acido benzoico.
È il conservante più utilizzato nella cosmesi con il nome INCI: METHYLPARABEN.
Il suo utilizzo ottimale è in miscela con altri parabeni.
Essendo un parabene con catena alchilica corta è molto minore la sua attività come potenziale interferente endocrino.
È stabile e svolge la sua attività antimicrobica in un campo ampio di pH: 4-7,5.
Viene facilmente e completamente assorbito attraverso la pelle ed il tratto gastrointestinale per essere poi metabolizzato formando acido 4-idrossibenzoico.
Nell'utilizzo sia alimentare che cosmetico viene considerato poco tossico con valori elevati sia di LD50 che di NOEL e NOAEL.
Il metilparaben viene comunemente utilizzato come fungicida nei pastoni per l'allevamento delle drosofile a cui risulta tossico a concentrazioni elevate, mentre a concentrazioni inferiori ha un effetto estrogeno e rallenta la crescita delle larve e delle pupe del moscerino della frutta.